# 油墨攪拌脫泡機
油墨攪拌脫泡機，为一种印刷仪器。主要用途為銀膠、AB膠類、網版印刷、網印機械、印刷電路板、印刷電路板油墨等攪拌脫泡需求廠商使用。
舊式使用者多以手工攪拌居多，量產不定、印刷品質優劣不拘的使用者使用，隨著台灣十大建設後期，台灣中小企業蓬勃發展，各個科技工業以精緻開發為準則出產，油墨機械取代傳統人工攪拌，新一代印刷電路板的油墨攪拌脫泡於是產生。新式油墨攪拌脫泡機和古時手工攪拌最大的差別在於均質度，由於操作方式不同，機械攪拌輕鬆操作，方便度大增，所獲得均勻效果甚大差異。

## 原理
變頻式控制馬達能使攪拌過程運轉平順、不易晃動，可調節設定轉速的轉速機型，若依照不同材質的攪拌需求，更能達到均質化完美效果；其中更以具有離心力脫泡機功能尤甚，大大降低攪拌脫泡材料氣泡問題。

## 應用材料
印刷電路板油墨、網版油墨、熱固絕緣綠漆、導電油墨、印刷油墨、螢光粉、AB膠、銀膠、紅膠、絕緣用漆、UV膠、Silicon膠、UV膠、銀膠、環氧樹脂等。